# Paectes fijiensis
Paectes fijiensis är en fjärilsart som beskrevs av Robinson 1975. Paectes fijiensis ingår i släktet Paectes och familjen nattflyn. Inga underarter finns listade i Catalogue of Life.